# Boulevard (film 2014)
Boulevard è un film del 2014 diretto da Dito Montiel.
Pellicola statunitense con protagonista Robin Williams, per l'ultima volta sullo schermo in qualità di attore cinematografico.
Il film, presentato e premiato in diversi festival del cinema LGBT del mondo, è stato eletto miglior film dell'anno al Torino LGBTQI Visions.

## Trama
Nolan Mack è un sessantenne dalla vita ordinaria, con un tranquillo lavoro in banca e sposato da molti anni. Nonostante sia consapevole da sempre di essere gay, Nolan conduce una quieta vita familiare con la moglie Joy, per cui prova un profondo affetto, nonostante i due dormano in stanze separate.
Una sera, di ritorno da una visita all'anziano padre malato, Nolan si inoltra in una strada frequentata da prostituti, dove conosce il giovane e affascinante prostituto Leo. Nolan vorrebbe qualcosa di più del semplice sesso occasionale, e vede in lui un'occasione per una vita migliore.
Nonostante la differenza d'età e di carattere, i due iniziano a frequentarsi e Nolan scopre una nuova forma di felicità, ma dovrà gestire bene le bugie per nascondere la sua seconda vita alla moglie e vivere, finalmente, libero.

## Produzione
Lo sceneggiatore Douglas Soesbe ha vissuto un'esperienza di coming out simile, raccontando in un'intervista per il New York Times: "Io mi sono dichiarato molto tardi, sentendomi sulle spalle tutto il senso di colpa possibile. Questo film non parla di me, ma riesco comunque a immedesimarmi davvero nel personaggio di Nolan".
Soesbe ha scritto la prima bozza della sceneggiatura, ambientata a Los Angeles, 10 anni prima, e per via dell'argomento trattato non si aspettava che essa venisse accettata e prodotta: tuttavia, quando i produttori hanno mostrato interesse per il progetto, Soesbe ha riscritto la sceneggiatura, per ambientare la storia in una città "più ristretta di Los Angeles, con meno caos".

## Promozione
Il primo trailer del film è stato distribuito il 21 aprile 2014.

## Distribuzione
Presentato in anteprima mondiale al Tribeca Film Festival il 20 aprile 2014, il film è uscito nelle sale cinematografiche statunitensi il 10 luglio 2015, assieme a Minions; mentre in Italia è stato distribuito direttamente in DVD soltanto dal 1º giugno 2017, distribuito dalla Eagle Pictures.

### Divieti
Negli Stati Uniti, il film è stato distribuito con un indice di R (vietato ai minori di 17 anni), per via delle scene di sesso e linguaggio volgare.

## Accoglienza

### Incassi
Incassando tra Stati Uniti e Canada circa 127mila dollari, nel resto dei Paesi in cui è stato distribuito (in alcuni, a causa dell'omosessualità trattata, non è stato neanche ammesso), il film ha incassato $ 114.300, per un totale mondiale di soltanto 240.450 dollari.

### Critica
Fin dalla sua anteprima al Tribeca Film Festival, Boulevard ha ricevuto recensioni contrastanti da parte della critica. Per esempio, sul sito web Rotten Tomatoes, il film riceve il 52% delle recensioni professionali positive, con un voto medio di 5,57/10, basato su 73 recensioni; il consenso critico del sito recita: "Boulevard presenta una performance riccamente stratificata di Robin Williams, ma essa potrebbe essere l'unica caratteristica distintiva di questo cupo dramma".
Su Metacritic, il film ha un punteggio medio ponderato di 52 su 100, basato su 22 critiche, indicando "recensioni contrastanti o nella media".
Invece, il sito IGN ha assegnato al film un punteggio di 7.0 su 10, aggiungendo che esso: "Non offre a Williams alcuna commedia davvero brillante, né è un ruolo destinato a essere iconico, ma lui, come sempre, si adatta perfettamente a qualsiasi ruolo".

## Riconoscimenti
- 2015 - Lovers Film Festival - Torino LGBTQI Visions
  - Miglior film a Dito Montiel
- 2015 - Frameline Film Festival'
  - Audience Award al miglior film a Dito Montiel
  - Candidatura al miglior attore a Robin Williams
- 2015 - FilmOut San Diego
  - Miglior film dell'anno a Dito Montiel[9]